# 纱布卷管螺
纱布卷管螺（学名：Cytharopsis cancellata），是新腹足目卷管螺科Cytharopsis的一种。主要分布于台湾，常栖息在泥沙质海底。